# Camsek Chin
Elias Camsek Chin (ur. 10 października 1949) – wiceprezydent Palau od 1 stycznia 2005, polityk, były minister sprawiedliwości i senator.

## Edukacja i kariera wojskowa
Camsek Chin urodził się w 1949 na wyspie Peleliu w Palau. Uczęszczał do Farrington High School w Honolulu. Następnie studiował inżynierię elektroniczną w Electronic Institute of Hawaii. Ukończył również studia licencjackie w dziedzinie psychologii na University of Hawaii. W trakcie studiów poznał Miriam Rudimich, którą w 1977 poślubił. Chin jest ojcem dwojga dzieci.
W 1975 Camsek Chin rozpoczął służbę wojskową w U.S. Army. Początkowo w korpusie piechoty, a następnie w korpusie lotniczym. W ciągu ponad dwudziestu lat kariery wojskowej spędził w powietrzu trzy tysiące godzin. Uczestniczył w czynnych walkach i został odznaczony licznymi medalami.

## Kariera polityczna
W 1997 Chin przeszedł na wojskową emeryturę w randze pułkownika. Został wówczas mianowany przez prezydenta Palau Kuniwo Nakamurę ministrem sprawiedliwości. W czasie swych trzyletnich rządów (1997–2000), wprowadził kilka ważnych programów. Wykorzystując pracę więźniów, zbudował nową siedzibę ministerstwa. Zapoczątkował nowy program resocjalizacji młodocianych przestępców, zakładający aktywniejszą w nim rolę rodziców. Zbudował również boje wykorzystujące światło słoneczne wokół wysp Babeldaob, Koror i Peleliu.
W listopadzie 2000 Camsek Chin został wybrany senatorem w Kongresie Narodowym. 2 listopada 2004 w wyborach na wiceprezydenta Palau pokonał urzędującą Sandrę Pierantozzi, uzyskując 71,1% głosów poparcia. Urząd objął 1 stycznia 2005.
W lutym 2008 Chin oficjalnie ogłosił swój udział w wyborach prezydenckich jesienią 2008. Wybory w Palau oparte są na dwuturowej ordynacji większościowej: dwóch kandydatów z najlepszymi wynikami w pierwszej turze ubiega się w drugiej o prezydenturę kraju. Pierwsza tura wyborów prezydenckich odbyła się 23 września 2008. Pierwsze miejsce zajął w niej Camsek Chin z 3 tysiącami głosów poparcia. Druga lokatę zajął dotychczasowy ambasador w Republice Chińskiej, Johnson Toribiong, z wynikiem 2,5 tysiąca głosów. Pozostali kandydaci: Surangel Whipps (2,25 tysiąca głosów) oraz Joshua Koshiba (1,4 tysiąca głosów), odpadli z rywalizacji.
Druga tura wyborów prezydenckich miała miejsce 4 listopada 2008. Nieoficjalne wyniki wstępne od samego początku wskazywały nieznaczną przewagę Toribionga nad Camsekiem Chinem (1629 do 1499 głosów). Camsek Cin nie zdołał odrobić straty i ostatecznie zdobył 4726 głosy, przegrywając z Toribiongiem o 216 głosów (Toribiong – 4924 głosy).